# Johann Heinrich Füssli
Johann Heinrich Füssli (7. veljače 1741., Zürich – 17. travnja 1825., London), poznat i pod engleskim umjetničkim imenom Henry Fuseli, je bio švicarsko-engleski slikar, crtač i pisac o umjetnosti koji je veći dio svog života proveo u Velikoj Britaniji; poznat kao jedan od prvih slikara romantizma. Mnoga njegova djela, poput Noćne more, bave se nadnaravnim temama. Obnašao je zvanje profesora slikarstva na Kraljevskoj akademiji u Londonu. Njegov je stil imao značajan utjecaj na mnoge mlađe britanske umjetnike, uključujući Williama Blakea.

## Životopis
Nakon studija kod oca, koji je bio slikar portreta i krajolika, bio je prisiljen napustiti svoj rodni grad, Zürich 1763. god. zbog političkih i vjerskih razloga. Naime, bio je župnik, ali je izbačen iz svoje crkve zbog smjelosti svojih propovijedi. Potom je otišao u Njemačku, gdje je studirao estetiku kod Sulzera. Sljedeće godine Füssli se preselio u Englesku. Između 1769. i 1778. živio je u Italiji, posebice u Rimu gdje je počeo kopirati djela starih majstora kao što su Rosso Fiorentino i Pontormo, te osobito Michelangelo. Po povratku u Englesku promijenio je ime u talijanski Fuseli, te se posvetio slikarskom i književnom radu koji predstavlja važnu poveznicu između neoklasicizma i romantizma.
God. 1788., Fuseli je oženio Sophiu Rawlins (koja je u početku bila jedan od njegovih modela), i ubrzo nakon toga postao je suradnik Kraljevske akademije u Londonu. Fuseli je 1799. godine imenovan profesorom slikarstva na Akademiji. Slikao je djela za „Shakespeareovu galeriju” izdavača Johna Boydela i po uzoru na nju stvorio vlastitu „Miltonovu galeriju” s 47 slika po djelima Johna Miltona, kao što je Izgubljeni raj. Neke od slika su bile vrlo velike, dovršene u razmacima tijekom devet godina, no izložba se pokazala komercijalnim neuspjehom i zatvorila se 1800. god.
Nakon života neprekidnog dobrog zdravlja umro je 1840. god. u kući grofice od Guildforda na Putney Hillu, u dobi od 84 godine, a pokopan je u kripti Katedrale sv. Pavla. U vrijeme smrti bio je razmjerno bogat.

## Djela
S ocem, povjesničarom umjetnosti i propagatorom teorija Mengsa i Winckelmanna, Füssli je naučio osnovna načela djela klasične antike i renesanse. Međutim, od početka je njegov stil bio sasvim drugačiji. Füsslijevo slikarstvo, obilježeno strastvenim zanimanjem za emocije i raspoloženja, označava jedan od prvih tipičnih primjera romantičarskog duha. Općenito, svoje je teme uglavnom nalazio iz Shakespeareovih djela kojima se jako divio. Njegovo se slikarstvo odlikovalo dramatičnim i istodobno dinamičnima, iako laganima, gotovo neo-manirističkim, kompozicijama. Izgleda kako su njegovi samotni likovi spremni progutati stvarnost tamnih boja u kojima se kreću i koja nalikuju Goyinim slikama, paradigmi romantičarskog duha.
Među njegovim najpoznatijim djelima su: Buđenje Titanije (1775.), Noćna mora (1781.), Tri Macbethove vještice (1783.) i San Ivanjske noći (1788.), neka kao jadni prikazi neuzvraćene ljubavi, koji bio je jedan od pokretača romantičarskog pokreta.
- Buđenje Titanije (1775./90.), Umjetnički muzej, Winterthur, Njemačka.
- Noćna mora, 1781., Detroitski institut umjetnosti, SAD.
- Tri Macbethove vještice, 1783., Kunsthaus, Zürich, Švicarska.
- Titanija i Botom, 1890., Tate Britain, London, UK.
- Falstaff u košarici za rublje , 1792., Kunsthaus, Zúrich.

## Vanjske poveznice
|  | Zajednički poslužitelj ima još gradiva o temi Johann Heinrich Füssli |

- Fuselijevo predavanje o slikarstvu iz 1801.god. (engl.)